# 丽花报春
丽花报春（学名：Primula pulchella）为报春花科报春花属下的一个种。

## 扩展阅读
- 維基物種上的相關：丽花报春